# یوجنیو فاستتی
یوجنیو فاستتی (انگلیسی: Eugenio Fascetti؛ زادهٔ ۲۳ اکتبر ۱۹۳۸) بازیکن فوتبال اهل ایتالیا است.
از باشگاه‌هایی که در آن بازی کرده‌است می‌توان به باشگاه فوتبال یوونتوس، باشگاه ورزشی لاتزیو، باشگاه فوتبال بولونیا، و باشگاه فوتبال مسینا اشاره کرد.